# Pątnów kraftverk

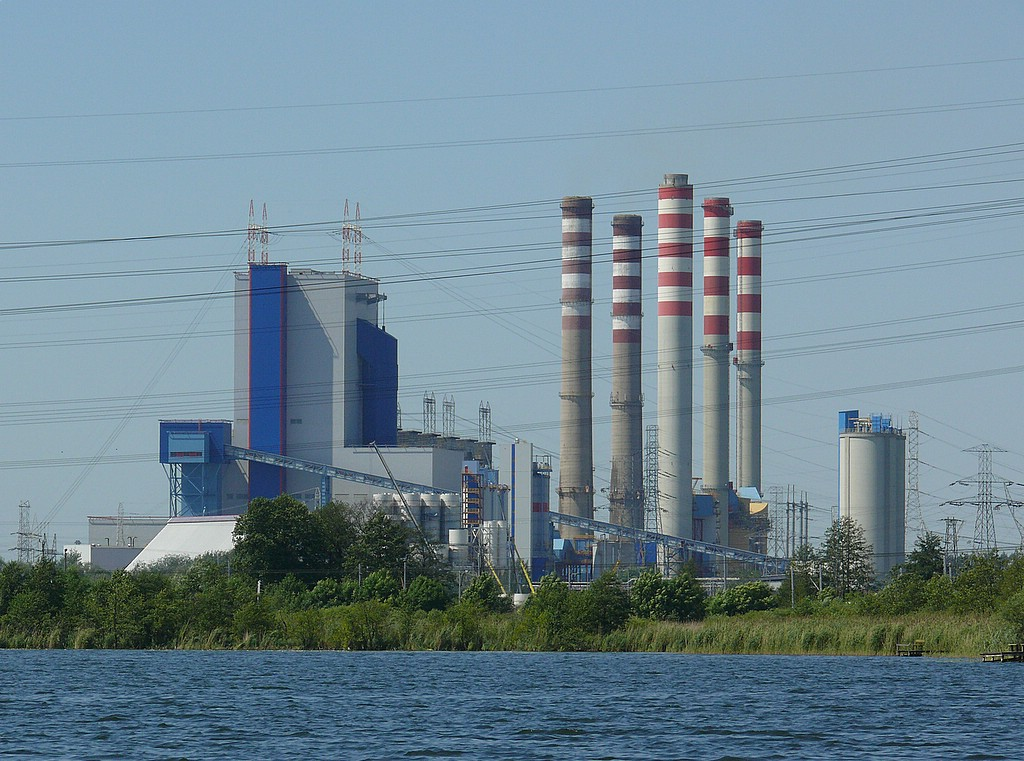
Pątnów kraftverk i juni 2008.

Pątnów kraftverk är ett kolkraftverk som eldas med lignit/brunkol. Kraftverket ligger i Pątnów i de norra förorterna till Konin, Polen, med en total produktionskapacitet på 644 MW.
Den första enheten i Pątnów kraftstation togs i drift 1967. Pątnów kraftverk har numera fem skorstenar, var och en 150 meter hög. En 200 meter hög skorsten i Pątnów kraftverk revs 2008. Mellan 2012 och 2015 moderniserades enheterna i flera omgångar.
Den senaste enheten i Pątnów kraftstation är Pątnów II med en produktionskapacitet på 474 MW. Den togs i bruk i september 2008 har ett 135 meter högt pannhus, vilket är det högsta pannhuset i Polen. Enheten ersätter två äldre, som revs i början av 2001. Enheten kännetecknas bland annat av att den arbetar med superkritisk ånga, vilket möjliggjort en verkningsgrad på 42 procent.
I september 2021 presenterades planer av två av Polens rikaste personer på att bygga 4-6 minikärnkraftreaktorer (SMR) vid kolkraftverket Pątnów.